# Jam Gadang
Jam Gadang (trong tiếng Minangkabau có nghĩa là "Đồng Hồ Lớn") là một tháp đồng hồ và cũng là một điểm mốc để thu hút khách du lịch từ thành phố Bukittinggi, Tây Sumatera, Indonesia. Tháp tọa lạc tại trung tâm thành phố, gần chợ chính, Pasar Ateh. Tháp có một đồng hồ lớn ở mỗi mặt.

## Lịch sử

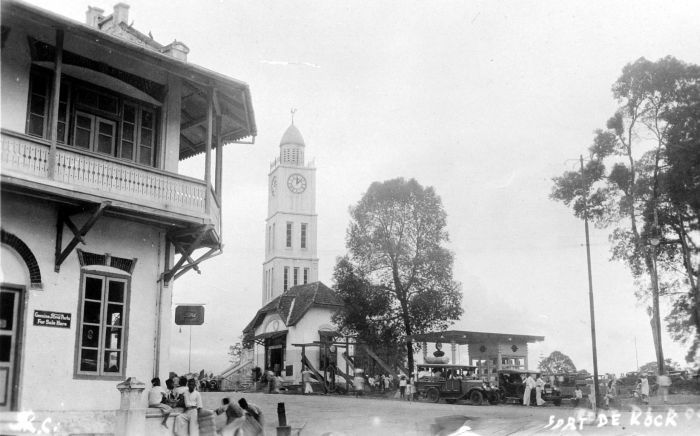
Tháp
đồng hồ trước khi được trùng tu lại.

Jam Gadang nằm ở trung tâm thành phố Bukittinggi, một thành phố nằm ở cao nguyên Minangkabau của Tây Sumatra. Tháp đồng hồ tọa lạc tại vị trí giữa của công viên Sabai Nan Aluih, nằm gần chợ Ateh và cung điện Mohammad Hatta. Tháp đồng hồ này được xây vào năm 1926, trong thời kỳ Đông Ấn Hà Lan và được xem là món quà của Nữ hoàng Wilhelmina đến người điều hành thành phố. Tháp được thiết kế bởi hai nhà kiến trúc sư Yazid Abidin và Sutan Gigi Ameh, với chi phí lên tới 3,000 guilder.
Trong thiết kế gốc, hình con gà trống được đặt ở trên đỉnh tháp, nhưng sau này thay đổi thành hình đền Shinto-một vật trang trí trong thời kỳ Đông Ấn Hà Lan thuộc Nhật (1942–1945). Theo sau Cách mạng Dân tộc Indonesia, đỉnh tháp được thiết kế lại giống như bây giờ, trở thành một mái nhà truyền thống của người Minangkabau. Theo lời của dân địa phương, cấu tạo bên trong tháp là anh em sinh đôi của Tháp Elizabeth (Big Ben) ở Luân Đôn.
Vào ngày 6 tháng 3 năm 2007, tháp Jam Gadang bị hư hại sau hai vụ động đất tấn công vào Tây Sumatra. Vài năm sau đó, tháp được trùng tu bởi tổ chức di sản Indonesia (Badan Pelestarian Pusaka Indonesia). Gây quỹ lên tới 600 triệu rupiah (khoảng 991 triệu Việt Nam đồng) để phục hồi bởi người Hà Lan. Tháp được trùng tu xong vào ngày 22 tháng 12 năm 2010 cùng lúc với lễ kỷ niệm lần thứ 262 của Bukittinggi.
Tháp Jam Gadang từng được dùng để quan sát hỏa hoạn, như từng có vụ ảnh hưởng đến chợ Ateh. Trong tháng Ramadan, lời kêu gọi (adhan) báo hiệu bữa ăn tối (iftar) được phát ra từ trên tháp.

## Cấu trúc và vị trí

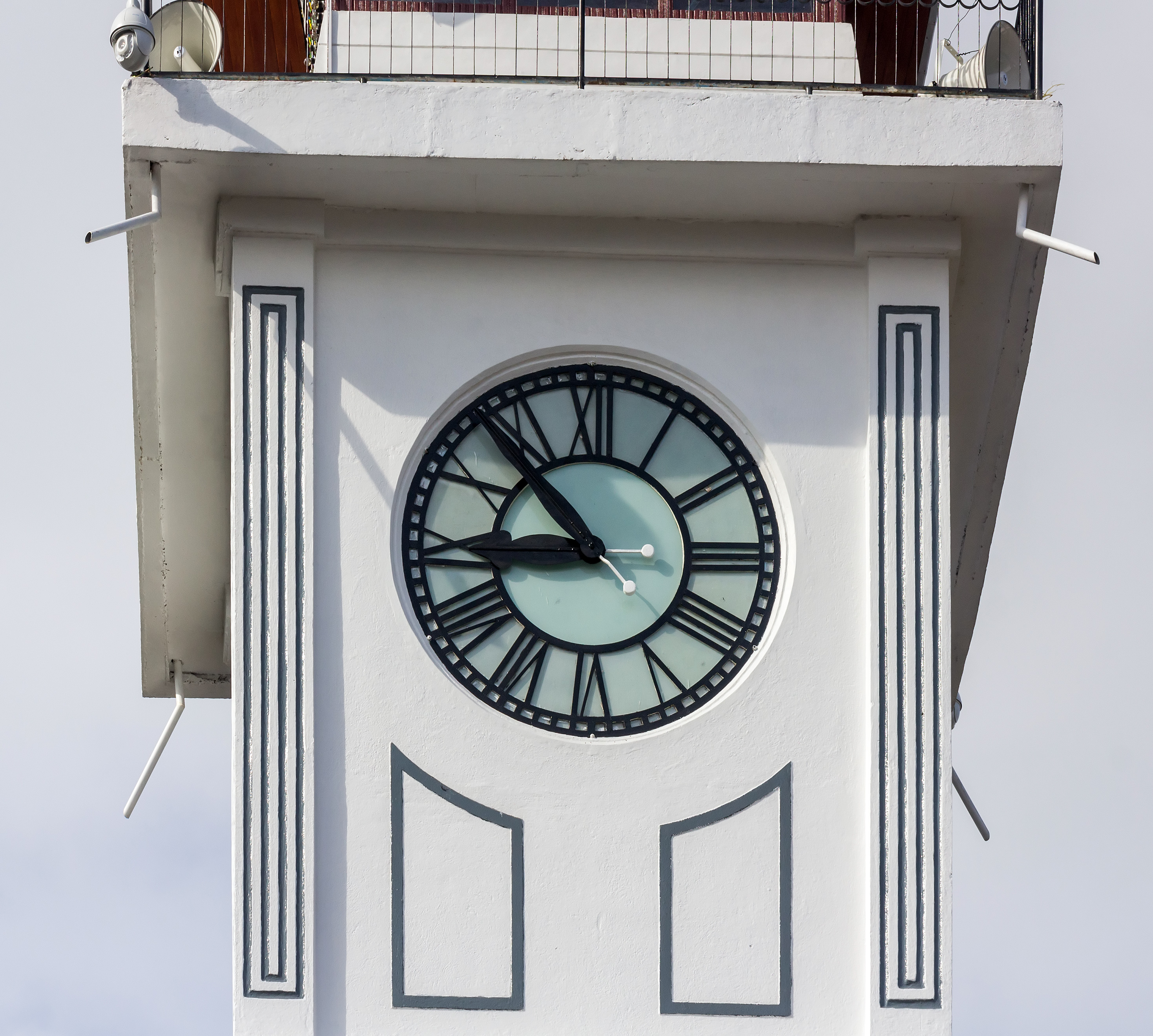
Tháp Jam Gadang sử dụng 'IIII' thay vì 'IV'

Tháp có bốn đồng hồ được làm từ thành phố Recklinghausen bởi Bernard Vortmann và được giao qua thành phố Rotterdam. Mỗi mặt đồng hồ có đường kính 80 xentimét (31 in). Tháp có diện tích sàn là 13 nhân 4 mét (43 ft × 13 ft) và chiều cao 26 mét (85 ft). Đồng hồ của tháp sử dụng "IIII" thay vì số La Mã "IV". Dựa theo một câu chuyện của dân địa phương, bốn gạch dọc thể hiện sự hi sinh của bốn công nhân trong lúc xây dựng tháp. Một câu chuyện khác nói việc tháp sử dụng "IIII" để tránh tin đồn rằng "IV" thể hiện cho chiến thắng của người Hà Lan.
Việc đặt viên đá đầu tiên được hoàn thành bởi một người con trai 6 tuổi của Rook Maker, một thư ký của thành phố Bukittinggi vào lúc đó.

## Du lịch

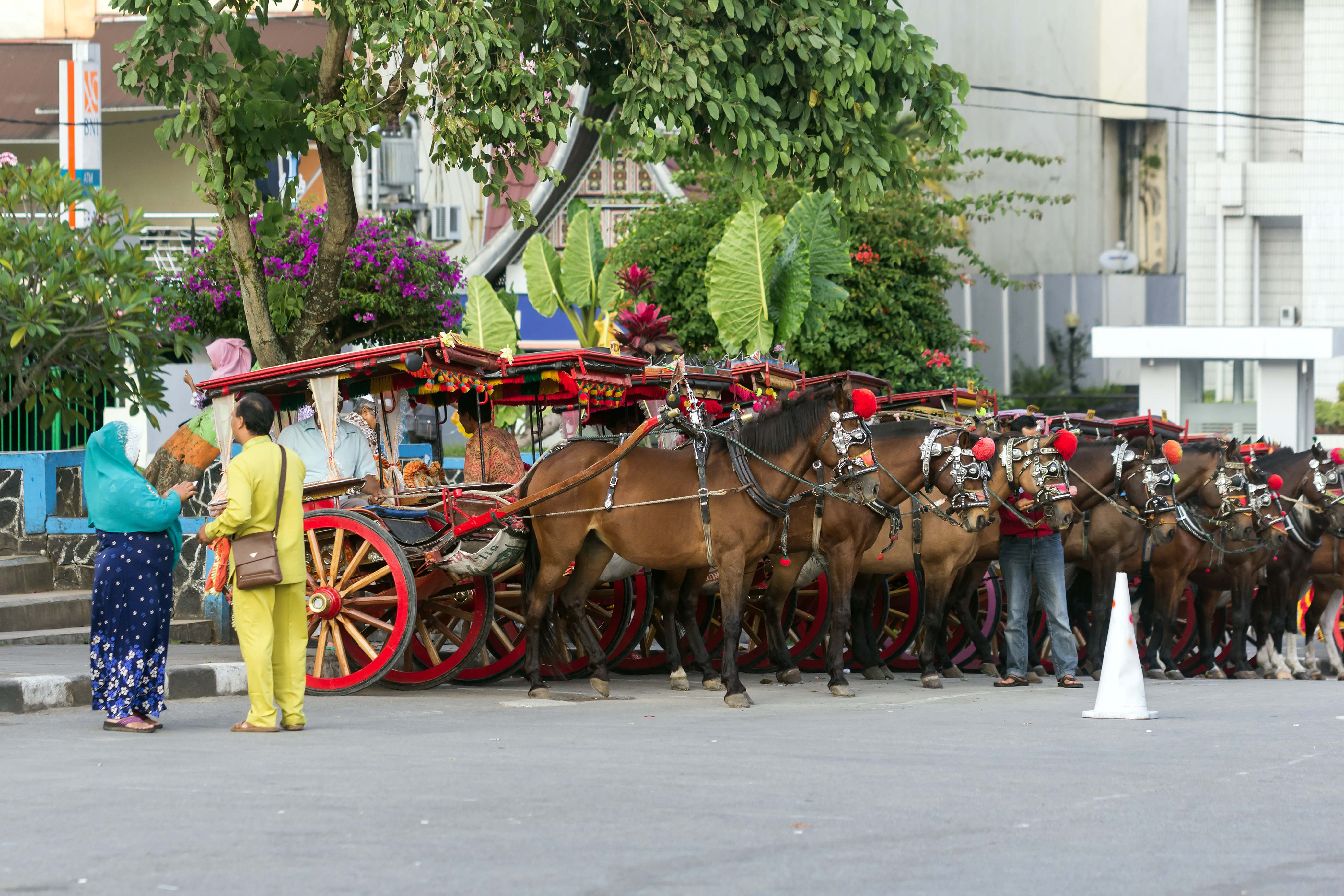
Phương tiện bốn bánh Bendi được sử dụng để để ngắm phong cảnh

Tháp Jam Gadang được xem là biểu tượng của thành phố Bukittinggi và là điểm thu hút khách du lịch chính của thành phố. Được trao danh hiệu là thánh tượng, tháp là một biểu tượng trong quà lưu niệm của dân địa phương. Tháp được in trên quần áo, tranh ảnh, được dùng để trình bày hoặc trang trí. Nó là một điều bình thường cho du khách để tham quan Bukittinggi và chụp những tấm hình trước tháp, người dân địa phương cũng cung cấp các dịch vụ chụp hình cho mục đích này. Du khách tham quan tháp từng được cho phép để leo lên đỉnh tháp, nhưng tính đến  năm 2016 phải có văn bằng cho phép mới được làm vậy.
Có nhiều khách sạn ở gần tháp Jam Gadang, và có một phương tiện bốn bánh chạy bằng ngựa được gọi là bendi. Từ năm 2016, cung điện Jam Gadang được tổ chức điệu nhảy truyền thống của người Minang cho du khách. Tháp cũng là địa điểm trung tâm cho lễ hội Năm Mới ở Bukittinggi.